# Ecphylus caudatus
Ecphylus caudatus é uma espécie de insetos himenópteros, mais especificamente de vespas parasíticas pertencente à família Braconidae.
A autoridade científica da espécie é Ruschka, tendo sido descrita no ano de 1916.
Trata-se de uma espécie presente no território português.